# Pedro Braconnot
Pedro Braconnot Machado, ou simplesmente Pedro Braconnot, (Rio de Janeiro, 22 de dezembro de 1961) é um cantor, compositor, produtor musical, multi-instrumentista, arranjador,  pastor evangélico, vocalista e tecladista da banda Rebanhão, da qual foi o único integrante participante de todos os álbuns do grupo.
Como produtor musical, Pedro foi um dos principais na música cristã nacional, sobretudo nos anos 90, tendo trabalhado com Denise Cerqueira, Marina de Oliveira, Sérgio Lopes, Cristina Mel, Altos Louvores, Banda & Voz, dentre outros. Dirigiu dois estúdios no Rio de Janeiro nos quais gravou e produziu diversos lançamentos nacionais. O músico Emerson Pinheiro e o cantor Paulo César Baruk são uns de seus influenciados.
Sua composição de maior sucesso é "Palácios", gravada pelo Rebanhão no álbum Princípio em 1990, e regravada por vários artistas, como Fernanda Brum, Paulinho Makuko, Carlinhos Felix, Paulo César Baruk e Promisses. Outras composições de sua autoria foram gravadas por nomes como Comunidade Evangélica Internacional da Zona Sul, Mara Maravilha, Cristina Mel e João Alexandre. Desde 2014 retornou com o Rebanhão como tecladista e um dos vocalistas.

## Biografia
Nascido em um lar católico, tinha pouco contato com a religião. Pouco frequentava a igreja em sua adolescência no Rio de Janeiro e, segundo o próprio, foi usuário de maconha. Mais tarde, Braconnot conheceu Janires, e sua aparência simples chamou a atenção de Pedro. Em 1981, o músico decidiu participar de um retiro realizado pela Igreja Presbiteriana de Copacabana em Juiz de Fora.
| “ | [...] fiz um propósito com Deus de passar um fim de semana sem fumar ou beber e em um retiro da igreja presbiteriana em Juiz de Fora entreguei a minha vida para ele. O Senhor começou a falar claramente comigo sobre seu amor por mim e seu interesse pessoal em minha vida. Então eu quis conhecer a Deus e começou minha vida cristã. | ” |

Janires convidou Braconnot a, juntamente com ele formar uma banda chamada Rebanhão. Mesmo não completamente envolvido na igreja e de todo o processo ocorrido ali, decidiu aceitar.
Se formou técnico em mecânica pelo CEFET. Estudou engenharia mecânica pela Universidade Estadual do Rio de Janeiro mas não chegou a se formar por causa das viagens com a banda Rebanhão que viajava por todo o Brasil nas décadas de 80 e 90.

## Carreira
Em 1981 era gravado o primeiro álbum do Rebanhão, e assim como os posteriores, Pedro Braconnot ficou a cargo dos teclados, pianos e sintetizadores. Existem composições do músico em quase todos os álbuns da banda, exceto em Janires e Amigos, ao qual é considerado por alguns como um álbum solo de Janires Magalhães Manso, embora seja creditado como parte da discografia do Rebanhão. Em Mais Doce que o Mel, a primeira gravação que participou, foi registrada a sua primeira composição, "Refúgio".
Entretanto, o cantor tornou-se vocalista do conjunto a partir do álbum Semeador, o primeiro projeto do Rebanhão pós-Janires. Dividindo os vocais com Carlinhos Felix e Paulo Marotta, interpretou "A Flor do Campo", de sua autoria. Conforme os anos, sua participação nas composições e vocais da banda aumentou. É autor de "Razão", uma das canções de maior destaque do grupo lançada no álbum Novo Dia.
O ápice da participação de Pedro na formação clássica foi no álbum Princípio, ao qual foi autor da maioria das músicas, tendo duas da obra alcançado alto destaque ("Fronteiras" e "Palácios"). Após Pé na Estrada, em que assinou canções como "Elo Perdido" e "Ovelha Ferida", passou a ser líder absoluto do grupo com a saída de Felix e Marotta.
Com Pablo Chies, Rogério dy Castro e Wagner Carvalho, entre outros gravou mais dois álbuns do Rebanhão, Enquanto É Dia e Por Cima dos Montes, com praticamente todas as músicas escritas por Braconnot. Encerrou o Rebanhão em 2000 após lançar Vamos Viver o Amor para cuidar de sua vida pessoal e voltar-se à produções musicais.
Paralelamente a isso, Pedro tornou-se produtor musical no início da década de 90. Foi responsável pelos arranjos e direção do álbum Tá Decidido de Cristina Mel, formando a partir daí uma longa parceria com a cantora. Braconnot ainda produziu outros álbuns de Cristina, como Recomeçar, e compôs canções para a mesma, como "Ame Mesmo Assim".
Em 1992, conheceu Denise Cerqueira, cantora que Pedro Braconnot contribuiu na produção e seleção de repertório de vários discos. Renova-me, Eterno Amor, Minha Adoração e Meu Clamor são resultados desta parceria. Sérgio Lopes também foi um dos cantores ao qual produziu. Juntamente com Pablo Chies gravou e produziu discos de vários artistas, em um estúdio particular no Rio de Janeiro.
Braconnot também participou do álbum Amo Você Vol. 2, duetando com a ex-esposa Ayna Braconnot, num projeto de músicas românticas lançadas pela gravadora MK Music.
Em 2004, o cantor viajou para os EUA, onde permaneceu até em 2008. No país, teve forte contato com a língua local. De volta ao Brasil, mais tarde mudou-se para Caratinga, onde fundou uma escola de Ingles e pastoreou uma casa de oração na mesma cidade, no estado de Minas Gerais. Concilia também a carreira musical com trabalhos na área de TI. Em 2019 se formou na faculdade Estácio de Sá em Gestão de TI e desde 2015 trabalha na assessoria de Marcelo Crivella no senado e na prefeitura do Rio de Janeiro.
Pedro Braconnot foi, juntamente com o Rebanhão, um dos responsáveis pela atualização da música protestante brasileira. Segundo suas próprias palavras, numa entrevista à professora Márcia Leitão, "a música do Rebanhão era mais uma visão horizontal, de evangelismo. E é um movimento que tá crescendo hoje porque houve, agora nos anos 90, crescimento muito grande também da música de adoração também com uma linguagem mais coloquial" (apud p. 75).
Em 2014, o cantor e tecladista reuniu o Rebanhão como vocalista e tecladista. Ao lado de Carlinhos Felix e Paulo Marotta, produziu o álbum 35, lançado em 2017.

## Equipamentos

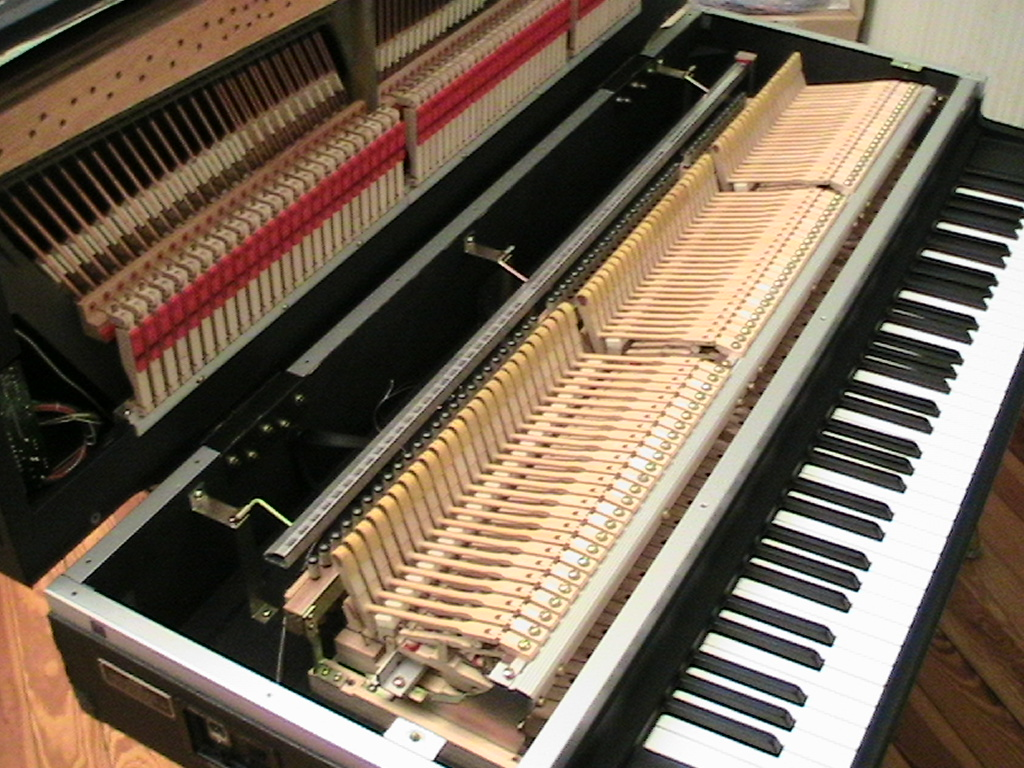
Yamaha CP-70.

Pedro sempre foi amante da tecnologia e seu estúdio foi um dos primeiros a usar gravação de áudio digital com edição não linear sincronizada com fitas de rolo usando o Digidesign Session 8[20], antecessor do Avid Pro Tools[21]. No álbum Luz do Mundo, o segundo do Rebanhão, Pedro utilizou um piano de cauda elétrico Yamaha CP70 juntamente com um sintetizador Prophet-5, amplamente utilizado por músicos e bandas do mundo inteiro, como Richard Wright (Pink Floyd).
Nos shows do Rebanhão no fim da década de 80, juntamente com o início dos anos 90, Braconnot usou no palco, diversos teclados, entre eles, Korg M1, Korg 01W-FD, Korg DSS-1, Korg Poly-800, Ensoniq ESQ1, Roland JX-8P, Roland D-50.

## Vida pessoal e família
Pedro Braconnot tem cinco filhos e é casado com Josiane Martins Braconnot.

## Discografia
No Rebanhão
Como produtor musical
- 1988: Disco Infantil - Arlindo Barreto
- 1989: Por que me amou assim? - Irakitan
- 1990: Tá Decidido - Cristina Mel (com Natan Brito)
- 1990: Nossos Dias - Sérgio Lopes
- 1991: Simplesmente João - João Alexandre (em parceria com João Alexandre)
- 1992: O Amigo - Sérgio Lopes
- 1992: Renova-me - Denise Cerqueira
- 1992: Mais que Vencedor - Ozéias de Paula
- 1993: Tanto Te Procurava - Edison Maia
- 1993: Mil Horizontes - Cristina Mel
- 1994: Luminosidade - Maurizete Catarina
- 1995: Momentos Vol.1 - Marina de Oliveira (com vários outros produtores)
- 1995: Momentos Vol.2 - Marina de Oliveira (com vários outros produtores)
- 1995: Eterno Amor - Denise Cerqueira
- 1996: Minha Adoração - Denise Cerqueira[14]
- 1997: O Sétimo - Sérgio Lopes
- 1997: Special Edition - Marina de Oliveira (com vários outros produtores)
- 1998: Meu Clamor - Denise Cerqueira (com Alcimar Rangel)
- 2000: Cânticos para El Alma (coletânea) - Sérgio Lopes (com Sérgio Lopes)
- 2002: Bom é ser Criança Vol. 2 - Aline Barros
- 2004: Tempo de ser Criança - Cristina Mel (com Robson Ras)[15]
- 2004: Mara Maravilha para Os Pequeninos Volume 3  - Mara Maravilha[16]
- 2005: Recomeçar - Cristina Mel[7]
- 2008: Reencontro - O Velho Cântico Novo - Nathan Soubihe[17]
- 2023: Vai Acontecer: Sérgio Lopes

Como instrumentista ou técnico
- 1986: Anseios Vol. 2 - Altos Louvores (tecladista e pianista)
- 1987: Da Liberdade - Cíntia, Guilherme e João Alexandre (tecladista)
- 1988: Eram Doze - Guilherme Kerr (tecladista)
- 1988: Expresso Luz - Expresso Luz (tecladista)
- 1990: Tendência - Sinal de Alerta (tecladista)
- 1991: Coisas da Vida - Carlinhos Felix (tecladista)
- 1992: Pra Sempre - Cristina Mel (tecladista e arranjador)
- 2000: Você já Imaginou? - Mattos Nascimento (mixagem)
- 2016: Vento Lunar - Luciano Bahia e Lito Figueroa (masterização)
- 2017: 30 Anos - Luciano Bahia (remasterização)